# Campeonato de Fórmula 4 de India
El Campeonato de Fórmula 4 de India es una categoría de monoplaza con sede en la India. India. El campeonato se lleva a cabo según las regulaciones de Fórmula 4 de la FIA y está organizada por Racing Promotions Pvt Ltd. La temporada inaugural se llevará a cabo en 2023.
El ganador del campeonato obtiene el derecho a competir en la próxima temporada del Campeonato de Fórmula Regional India de forma gratuita.

## Historia
Gerhard Berger y la Comisión de Monoplazas de la FIA lanzaron la Fórmula 4 en marzo de 2013.[2] El objetivo de la Fórmula 4 era hacer más transparente el acceso a la Fórmula 1. Además de las normas deportivas y técnicas, también se regulan los costes. Un coche para competir en esta categoría no podrá superar los 30.000€ y una sola temporada en Fórmula 4 no podrá superar los 100.000€.
La creación de la serie y el Campeonato de Fórmula Regional India fue objeto de burlas el 15 de agosto de 2021 en las redes sociales de Mumbai Falcons, un equipo indio que participaba en ese momento en el Campeonato Asiático de F3. El lanzamiento oficial del campeonato se celebró el 19 de agosto de 2021.

## Formato
El formato del fin de semana consistirá en tres carreras por fin de semana con una única sesión de clasificación. La vuelta más rápida otorgará la pole position para la Carrera 1, mientras que la parrilla de la Carrera 3 se establecerá según la segunda vuelta más rápida de cada piloto en la sesión de clasificación. La parrilla de la Carrera 2 será una grilla inversa a los resultados de la Carrera 1.

## Monoplaza
Inicialmente, el campeonato iba a contar con chasis Tatuus F4-T421, Abarth como proveedor de motores y Prema Powerteam responsable del aspecto técnico para garantizar la paridad entre todos los competidores. Después de no poder correr en 2022, el campeonato cambió para la temporada 2023 al chasis Mygale M21-F4, Alpine como proveedor de motores y MP Motorsport como soporte técnico.

## Radiodifusión
Al igual que con la Fórmula Regional India, los organizadores de la F4 india están manteniendo conversaciones con canales de televisión internacionales para transmitir el campeonato en varios países. Para los demás países, el campeonato estará disponible en YouTube.

## Circuitos
- Negrita indica que un circuito se utilizará en la temporada 2023.

| Número | Circuitos                        | Temporadas |
| ------ | -------------------------------- | ---------- |
| 1      | Circuito callejero de Hyderabad  | 2023       |
| 1      | Circuito Internacional de Madrás | 2023       |
| 1      | Circuito de carreras de Chennai  | 2023       |